# Kamengrad (Porodica Kremenko)
Kamengrad (u nekim adaptacijama Bedrok) je izmišljeni grad u kojem žive junaci animirane serije prvenstveno namenjene odraslim Porodica Kremenko.
Iako je na najavi prvog serijala bilo navedeno da Kamengrad ima samo 2.500 stanovnika on je imao sve karakteristike grada srednje veličine u SAD-u. U Kamengradu postoji nekoliko TV stanica, bolnica, aerodrom i drugi objekti koji nikako nisu u srazmeri sa njegovom veličinom. Osim toga ima i kuglanu, drive in bioskop i restoran itd. 
Klima Kamengrada nikad nije u potpunosti određena. Na osnovu palmi, koje su se nalazile i u dvorištima glavnih junaka moglo bi se zaključiti da se grad nalazio u nekom toplom klimatskom pojasu. Mada je tokom božićnih specijala grad bio pokriven snegom.

## Spoljašnje veze
- Informacije o tematskim parkovima zasnovanim na Kamengradu
- - Kamengrad, Južna Dakota
- Dinoland Zvanični sajt Архивирано на веб-сајту  (26. јул 2010)